# Алімов Рефат Маметович
Алімов Рефат Маметович (нар. 28 жовтня 1991) — кримськотатарський політв'язень. Засуджений російською владою за причетність до діяльності «Хізб ут-Тахрір». Рефат Алімов є племінником Енвера Бекірова — ще одного політв'язня.

## Життєпис
Народився 28 жовтня 1991 р. в Душанбе, столиці Таджикистану. У 1992 р. родина Алімових повернулася в Крим після початку бойових дій у Душанбе, тимчасово оселившись у смт Гурзуф (у складі Ялтинської міської ради Автономної Республіки Крим). У 1995 р. Рефат з батьками переїхали до смт Краснокам'янки (у складі Ялтинської міської ради).
У вересні 1998 р. пішов до першого класу Краснокам'янської загальноосвітньої школи. Під час навчання Рефат отримав кілька похвальних грамот, брав активну участь у театральних гуртках, відвідував заняття з карате і танців.
У 2003—2006 рр. навчався в Українсько-російському гуманітарно-економічному коледжі за спеціальністю «Комп'ютерні технології та нові програмні засоби». У 2009 р. закінчив Кримський республіканський коледж за спеціальністю «Слюсар з ремонту автомобілів».
З 2010 р. працював торговим представником в різних фірмах.

## Кримінальне переслідування російською окупаційною владою
18 квітня 2016 р. в Краснокам'янці відбулися обшуки, після яких російські силовики затримали Рефата Алімова та його друга Арсена Джеппарова за підозрою у причетності до «Хізб ут-Тахрір», яка визнається терористичною організацією за російським законодавством. В результаті обшуку було вилечено одну книгу релігійного змісту і комп'ютер Рефата. Сусіди стверджують, що люди в масках і з автоматами проникли в будинок Алімова, виламавши вхідні двері.
Рефата Алімова звинуватили в «участі в діяльності терористичної організації» (ч. 2 ст. 205.5 Кримінального кодексу Російської Федерації) та «підготовці до насильницького захоплення влади організованою групою за попередньою змовою» (ч. 1 ст. 30 та ст. 278 Кримінального кодексу РФ).
Наталля Бекірова, дружина Енвера Бекірова (дядько Рефата), затриманого за аналогічними звинуваченнями у лютому 2016 р., стверджує, що Рефата Алімова і Арсена Джеппарова могли заарештувати за спілкування з її чоловіком. За її словами, молоді люди справді періодично спілкувалися з Енвером Бекіровим на релігійні теми, проте ці бесіди не мали терористичного змісту.
Слідчі органи схиляли Рефата Алімова до співробітництва та обіцяли дати мінімальний термін покарання (5 років), якщо він погодиться дати свідчення проти свого дядька Енвера Бекірова. Рефат відмовився це робити.
2 лютого 2017 р. під час судового засідання Рефат Алімов та Арсен Джеппаров заявили про погрози і тяжкі умови утримування в СІЗО (сирість, блохи і клопи).
Рефат Алімов має хронічні проблеми з нирками та шлунком, які під час перебування в СІЗО почали загострюватися. Адвокат Алімова Едем Семедляєв скаржився на несвоєчасне надання медичної допомоги підзахисному.
12 листопада 2019 р. Південний окружний військовий суд у Ростові-на-Дону засудив шістьох фігурантів так званої ялтинської групи «справи Хізб ут-Тахрір» до тривалих термінів ув'язнення. Рефат Алімов був засуджений до 8 років позбавлення волі в колонії суворого режиму.
Amnesty International та Human Rights Watch визнали Рефата Алімова та інших фігурантів ялтинської групи «справи Хізб ут-Тахрір» (Еміра-Усейна Куку, Мусліма Алієва, Вадима Сірука, Енвера Бекірова, Арсена Джеппаров) в'язнями совісті. Правозахисний центр «Меморіал» також визнав усіх шістьох засуджених політичними в'язнями.
Станом на 8 лютого 2020 р., Рефат Алімов перебуває у СІЗО № 2 в Таганрозі. За словами адвоката Едема Семедляєва:
«Впродовж місяця Алімов Рефат перебував в одиночній камері. У нього забрали весь особистий одяг на час, поки його посадили в карцер. Не дозволяли користуватися ковдрами і забрали ліки. Коли приходив консул [України у Ростові-на-Дону], співробітник умовив його не скаржитися в обмін на переведення в нормальні умови»— 
.